# Paylag Mikaélian
Paylag Mikaélian (arménien : Փայլակ Միքայէլեան), né le 9 janvier 1904 à Erzincan et mort le 31 mai 1936 à Grasse, est un écrivain arménien.

## Biographie
Paylag Mikaélian naît le 9 janvier 1904 à Erzincan, dans l'Empire ottoman. Ses parents se nomment Mikaïl Mikaélian et Yeonike Sahakian.
Lors du génocide arménien, il est déporté avec ses parents, adopté par une famille turque et islamisé,. Après l'armistice de Moudros, il est pris en charge par une organisation humanitaire arménienne et est envoyé à l'orphelinat de Kouléli (à Constantinople), plus tard transféré à Corfou.
En France, il publie ses premiers essais littéraires dans Yergounk, qui portent la marque des déportations, notamment Mourad publié dans les numéros de septembre 1930 à janvier 1931. Il écrit aussi ensuite dans Anahit, Haratch et Hayrénik et participe à la revue Menk,. Paylag Mikaélian appartient à l'Association des orphelins adultes fondée par Chavarch Nartouni.
En 1930, il publie Ève, sous-titré Cartes postales de vacances. L'ouvrage est composé de vingt pièces en prose d'en moyenne une page de long, au format de cartes postales. Chaque carte postale est écrite par une jeune femme, qui fait office de narratrice, tandis que le destinataire est son amant ainsi que le lecteur. Émises d'un village du bord de la Méditerranée, elles jalonnent le séjour du couple tel un journal intime, jusqu'à la grossesse de la narratrice.
Cet ouvrage est suivi par un second volume intitulé Soleil, Soleil que le journal Haratch publie d'abord comme feuilleton. Dans ce second récit, constitué de vingt chapitres et dont le récit se déroule dans un sanatorium des Alpes, Paylag Mikaélian prononce un véritable réquisitoire contre son père, le décrivant comme étant ni tout à fait mort, ni tout à fait vivant, n'ayant « pas su mourir ». Dans la souffrance de son deuil, il écrit les bonnes choses qu'il a reçues de son père et qu'il a perdues, clame sa haine de celui qui a préféré se « courber plutôt que de [se] révolter », critique sa lâcheté et sa faiblesse et, comme le note Hasmig Krikorian, « par identification à son géniteur, il se sent inapte à vivre ou à mourir, sans jalon pour devenir combatif, protecteur et transmettre la vie ». À travers le narrateur, Paylag Mikaélian évoque aussi la maladie dont il souffre, la tuberculose, et plus particulièrement les malades. De fait, avec la mort du père a commencé la maladie.
Il est l'auteur de nouvelles, de poésies en prose ou en vers, dispersées dans les journaux. Dans son œuvre, Paylag Mikaélian fait de nombreuses références au paganisme arménien : mentions au dieu Vahagn dans Ève et dans des poèmes ainsi qu'au dieu Aramazd, tandis que le titre d'Ève s'inscrit dans la tradition biblique. Pour Krikor Beledian :

« La référence au père originel, Vahakn et Aramazt ensemble, a une fonction quasi traditionnelle : elle instaure l'ancêtre fondateur capable de rassembler et de fonder le peuple en tant qu'entité une. De ce fait, pour l'orphelin sauvé des déportations, Vahakn constitue une espèce d'antidote à sa condition d'orphelin. La mort des parents dans la catastrophe semble dépassée par l'affirmation de la puissance de l'ancêtre. »

Atteint de tuberculose, il fréquente les sanatoriums et finit par mourir dans celui de Grasse le 31 mai 1936. Il y était entré comme coiffeur pour payer ses frais de soins.

## Œuvre
- (hy) Եւա : Արձակուրդի բացիկներ [« Ève : Cartes postales de vacances »], Paris, Impr. Hrant Samuel,‎ 1930, 32 p.
  - (hy) Եւա : Արձակուրդի բացիկներ [« Ève : Cartes postales de vacances »], Beyrouth, Impr. Edvan,‎ 1956, 42 p. (BNF 42313675)
- (hy) Արեւ, Արեւ… [« Soleil, soleil… »], Paris, Impr. Der Hagopian,‎ 1933, 144 p. (BNF 41375137, lire en ligne), [lire en ligne]
- (hy) Ղազարն եւ իր էշը [« Lazare et son âne »], Beyrouth, Impr. Arevelk,‎ 1938, 30 p.